# Отряд особого назначения (фильм, 1978)
«Отряд особого назначения» — советский художественный фильм 1978 года режиссёра Вадима Лысенко по сценарию Василия Решетникова, в котором он отразил в том числе и личный боевой опыт.

## Сюжет
Во время Великой Отечественной войны на переправе затонула «Катюша» — новейшее советское секретное оружие. Чтобы установка не попала в руки немцев, командование принимает решение уничтожить её силами отряда особого назначения (так как район происшествия уже занят оккупантами, а бомбардировка с воздуха не гарантирует уничтожения).
Привлекается специальная группа из спортсменов и цирковых артистов, умеющих как никто другой снайперски стрелять, бегать, прыгать, свободно чувствовать себя в воде и под водой, выдерживать чудовищную нагрузку рукопашных схваток. В состав группы входит и девушка.
Переодетые в немецкую форму, они на трофейном бронетранспортёре рвутся к искомой точке, обходя препятствия (немцы уже знают о группе и ведут погоню). Задача будет выполнена.

## В ролях
| Актёр                 | Роль                              |
| --------------------- | --------------------------------- |
| Леонхард Мерзин       | Озерин руководитель группы        |
| Павел Ремезов         | Иван Прокопенко                   |
| Леонид Шумский        | Виктор Грачёв                     |
| Улдис Пуцитис         | Вильгельм Штромм немец-антифашист |
| Элгуджа Бурдули       | Гуджа Баблуани                    |
| Сергей Иванов         | Саша Мудряков                     |
| Марина Трошина        | пловчиха Марина Стрельникова      |
| Юрий Пузырёв          | Боровиков                         |
| Улдис Лиелдиджс       | Келлер                            |
| Ольгерт Кродерс       | генерал                           |
| Олег Федулов          | шофёр                             |
| Александр Тартышников | штурмбанфюрер СС                  |
| Валерий Иняткин       | Абельц                            |
| Юрий Муравицкий       | эпизод                            |

Юрий Кузнецов

## Съёмочная группа
- Авторы сценария: Василий Решетников
- Режиссёр-постановщик: Вадим Лысенко
- Оператор-постановщик: Сергей Гаврилов
- Художник-постановщик: Муза Панаева
- Композитор: Александр Лебедев
- Звукооператор: Константин Куприянов
- Режиссёр: Л. Лысенко
- Монтаж: В. Бейлис, Ирина Блогерман
- Редактор: Нелли Некрасова
- Художник по костюмам: Л. Крошечкина
- Художник-гримёр: Владимир Талала
- Комбинированные съёмки:
  - оператор — Борис Мачерет
  - художник — К. Пуленко
- Художник-фотограф: В. Коростылёв
- Художник-декоратор: А. Денисюк
- Мастер-пиротехник: Д. Костиков
- Мастер по свету: П. Рагулин

## Ремейк
- 2013 — Привет от «Катюши» (4 серии)
- 2020 — "Приказ:уничтожить" (пм фильм)